# سابولچ‌باکا
سابولچ‌باکا (به مجاری:  Szabolcsbáka) یک منطقهٔ مسکونی در مجارستان است که در سابولچ-ساتمار-برگ واقع شده‌است. سابولچ‌باکا ۱۹٫۸۴ کیلومتر مربع مساحت و ۱٬۱۶۲ نفر جمعیت دارد.